# نهائي كأس إفريقيا للأندية البطلة 1967
نهائي كأس أفريقيا للأندية البطلة 1967 هي النسخة الـ 3 من دوري أبطال أفريقيا. توج تي بي أنغليبيرت بالكأس لأول مرة في تاريخه على حساب أشانتي كوتوكو الغاني. رغم تعادل الفريقين في مجموع نتيجتي الذهاب والإياب إلا أن ميزة أكثر الأهداف المسجلة خارج القواعد منحت اللقب لفريق تي بي أنغليبيرت.

## الفرق
- تي بي أنغليبيرت ( الكونغو كينشاسا)
- أشانتي كوتوكو ( غانا)

## النهائي

### الذهاب
| أشانتي كوتوكو | 1–1   | تي بي أنغليبيرت |
| ------------- | ----- | --------------- |
|               | تقرير |                 |

### الإياب
| تي بي أنغليبيرت | 2–2   | أشانتي كوتوكو |
| --------------- | ----- | ------------- |
|                 | تقرير |               |